# Sceloporus melanorhinus
Sceloporus melanorhinus là một loài thằn lằn trong họ Phrynosomatidae. Loài này được Bocourt mô tả khoa học đầu tiên năm 1876.